# Hans Landa
El coronel Hans Landa es un personaje ficticio, interpretado por Christoph Waltz y creado por Quentin Tarantino para la película Inglourious Basterds, de la cual es el antagonista principal. La actuación de Waltz en su rol de Hans Landa le valió el premio Oscar 2009 como mejor actor de reparto.

## Personalidad
El coronel Hans Landa es un oficial de la SS extremadamente cruel, astuto y sin remordimientos, cuya personalidad parece extraída de Reinhard Heydrich, apodado "El cazador de judíos", en referencia a su gran habilidad para capturar judíos escondidos en Francia. Lleva la "Cruz de Honor para Combatientes", lo que muestra que es un veterano de la Primera Guerra Mundial.
A diferencia de la mayoría de los villanos de Quentin Tarantino, Landa tiene una personalidad narcisista.[cita requerida] Es políglota: habla con fluidez inglés, francés e italiano, además de su lengua materna, el alemán. Esta habilidad (que comparte con otra villana de Quentin Tarantino, Elle Driver, de Kill Bill) va a desenmascarar los planes del enemigo. También, es un gran detective y presenta un sádico sentido del humor.
La primera aparición de Landa en la película es al inicio, cuando visita el hogar del granjero francés Perrier LaPadite, a quien saluda con amabilidad. Después de demostrar sus habilidades para la conversación, de manera sutil le explica al granjero cuáles son las consecuencias de proteger a los judíos. Le promete no volver a molestar a su familia si coopera. El granjero se da por vencido y revela dónde están escondidos los Dreyfus, la familia judía que Landa busca: justo debajo de ellos, en el sótano. Landa le pide a LaPadite que le siga el juego, llama a sus soldados y les ordena en silencio matar a balazos a toda la familia Dreyfus. Shoshanna (Mélanie Laurent) logra escapar por una rejilla, Hans la observa mientras huye corriendo por la campiña: le apunta con su arma pero se despide de ella: le perdona la vida.

## Concepción y creación
Quentin Tarantino dijo que Landa es posiblemente el mejor personaje que ha creado. Originalmente quería que Leonardo DiCaprio interpretase el papel, pero finalmente decidió que interpretase este papel un actor alemán. Finalmente se lo quedó el actor austriaco Christoph Waltz, quien, de acuerdo con Tarantino, "me dio mi película de vuelta", ya que sintió que la película no se podría haber hecho sin el personaje, un papel sumamente difícil de interpretar.
Cuando Waltz audicionó para el papel, no tenía ninguna experiencia con Tarantino ni con el productor Lawrence Bender, y creía que el personaje de Hans Landa se había creado únicamente para las audiciones. Waltz quedó muy impresionado con la profundidad y los diálogos del personaje; describe una escena en la que tenía que comer un strudel y explicaba cómo averiguó la forma en la que tenía que comerlo. Mientras Landa come el strudel, él describe el lenguaje no verbal entre Hans Landa y el personaje de Shoshanna como "no tan puro", aunque no entró en detalles, y dijo que él era el intermediario entre Tarantino y el espectador, y que prefería dejar esta interpretación a Tarantino y a los espectadores.
Waltz describe el personaje de Landa como alguien que "entiende cómo funciona el mundo". Para Landa, la esvástica no significa nada, además de que no comparte la ideología nazi, pues termina haciendo un trato con los Bastardos. Waltz describe a Landa como "realista hasta el punto de ser inhumano".